# 5. Magyar Filmdíj-gála
Az 5. Magyar Filmdíj átadó gálára, amelyen a 2019-ben forgalomba hozott, s a Magyar Filmakadémia tagjai által, titkos szavazással legjobbnak ítélt magyar alkotásokat részesítették elismerésben, a Magyar Mozgókép Szemle 2020 befejező aktusaként került sor 2020. március 5-én a Vígszínházban. A moziforgalmazású alkotások és a televíziós forgalmazású filmek díjátadóját egyszerre tartották. Az est háziasszonya Koltay Anna Junior Prima díjas televíziós szerkesztő, műsorvezető volt.
A mozgóképszemlére benevezett, illetve a díjra jelölt alkotások és alkotók listáját a Filmakadémia 2020. február 19-én hozta nyilvánosságra.
A rendezvényen 29 kategóriában osztottak ki díjakat. A játékfilmek közül Tóth Barnabás Akik maradtak című filmje volt a legeredményesebb: 11 jelölésből 4 díjat vitt el, köztük a legjobb játékfilmét. Az Akadémia ugyancsak négy díjjal jutalmazta Bodzsár Márk Drakulics elvtárs című alkotását. A televíziós alkotások közül 12 jelölésből 10 szoborral jutalmazták Deák Kristóf Foglyok című tévéfilmjét. A legjobb televíziós sorozat Ujj Mészáros Károly Alvilág című thrillersorozata lett.
2020-ban első alkalommal élőben is nézhető volt a gála: az első része az M5 televízió online csatornáján, a második rész pedig mind a televízióadó élőadásában, mind az internetes csatornáján.
A gála alkalmat adott arra, hogy egy In Memoriam 2019–2020 filmösszeállítás keretében megemlékezzenek az előző rendezvény óta elhunyt filmkészítőkről.

## Díjazottak és jelöltek

### Nagyjátékfilmek
A nyertesek a táblázat első sorában, félkövérrel vannak jelölve.
| Filmes díjak | Filmes díjak |
| Legjobb játékfilm | Legjobb játékfilm |
| --- | --- |
| - Akik maradtak, rendező: Tóth Barnabás, producerek: Mécs Mónika, Mesterházy Ernő - Apró mesék, rendező: Szász Attila, producerek: Lajos Tamás, Köves Ábel - Drakulics elvtárs, rendező: Bodzsár Márk, producerek: Pék Csaba, Tőzsér Attila - FOMO – Megosztod, és uralkodsz, rendező: Hartung Attila, producerek: Iványi Petra, Major István - Valan – Az angyalok völgye, rendező: Bagota Béla, producer: Kántor László | |
| Filmes alkotói díjak | |
| Legjobb rendező | Legjobb forgatókönyvíró |
| - Tóth Barnabás – Akik maradtak - Bagota Béla – Valan – Az angyalok völgye - Bodzsár Márk – Drakulics elvtárs - Kárpáti György Mór – Guerilla - Szász Attila – Apró mesék | - Tóth Barnabás, Muhi Klára – Akik maradtak - Bagota Béla – Valan – Az angyalok völgye - Bodzsár Márk – Drakulics elvtárs - Kerékgyártó Yvonne, Hartung Attila – FOMO – Megosztod, és uralkodsz - Köbli Norbert – Apró mesék |
| Legjobb női főszereplő | Legjobb férfi főszereplő |
| - Walters Lili – Drakulics elvtárs - Bognár Lulu – Szép csendben - Fátyol Hermina - Szeretlek, mint állat! - László Panna – FOMO – Megosztod, és uralkodsz - Tenki Réka – Seveled | - Hajduk Károly – Akik maradtak - Krisztik Csaba – Valan – Az angyalok völgye - Nagy Zsolt – Drakulics elvtárs - Váradi Gergely – Guerilla - Yorgos Goletsas – FOMO – Megosztod, és uralkodsz                                |
| Legjobb operatőr | Legjobb díszlettervező |
| - Garas Dániel – Valan – Az angyalok völgye - Hartung Dávid – Guerilla - Marosi Gábor – Akik maradtak - Nagy András – Apró mesék - Reich Dániel – Drakulics elvtárs | - Ágh Márton – Drakulics elvtárs - Antal-Fógel Adrienn – Guerilla - Damokos Csaba – Valan – Az angyalok völgye - Rajk László – Akik maradtak - Valcz Gábor – Apró mesék                                                      |
| Legjobb zeneszerző | Legjobb vágó |
| - Pacsay Attila, Parádi Gergely – Apró mesék - Csorba Lóránt, Csengery Dániel – Seveled - HolyChicks zenekar (Emil Snabb, Jason Atkinson és David Knauer) – Most van most - Keresztes Gábor – Drakulics elvtárs - Pirisi László – Akik maradtak | - Duszka Péter Gábor – FOMO – Megosztod, és uralkodsz - Hargittai László – Apró mesék - Kornis Panni – Szép csendben - Mógor Ági – Akik maradtak - Szalai Károly - Valan – Az angyalok völgye                                |
| Legjobb hangmester | Legjobb jelmez |
| - Tőzsér Attila – Drakulics elvtárs - Balázs Gábor – Valan – Az angyalok völgye - Juhász Róbert és Székely Tamás – Szép csendben - Lente Viktor – FOMO – Megosztod, és uralkodsz - Lukács Péter Benjámin, Zándoki Bálint – Akik maradtak | - Füzes Eszter – Drakulics elvtárs - Lengyel Rita – Akik maradtak - Sinkovics Judit – Valan – Az angyalok völgye - Schreiter Lilla – FOMO – Megosztod, és uralkodsz - Szlávik Juli – Guerilla                                |
| Legjobb maszk | |
| - Hortobágyi Ernella, Hufnágel Mariann (fodrász) – Apró mesék - Hortobágyi Ernella, Tóth Móni (fodrász) – Valan – Az angyalok völgye - Kozma Éva, Halász Míra – FOMO – Megosztod, és uralkodsz - Kund Barbara, Károlyi Márk – Akik maradtak - Nagy Andrea, Galló Krisztina (fodrász) – Seveled | |

### Televíziós alkotások

#### Tévéfilmek
A nyertesek a táblázat első sorában, félkövérrel vannak jelölve.
| Legjobb tévéfilm | Legjobb tévéfilm |
| --- | --- |
| - Foglyok, rendező: Deák Kristóf - Egy másik életben, rendező: Tasnádi István - Házasságtörés, rendező: Vitézy László - Nino bárkája, rendező: Miklauzic Bence | |
| Tévéfilmes alkotói díjak | |
| Legjobb rendező | Legjobb forgatókönyvíró |
| - Deák Kristóf – Foglyok - Miklauzic Bence – Nino bárkája - Tasnádi István – Egy másik életben - Vitézy László – Házasságtörés                                 | - Tasnádi István, Veres Attila – Egy másik életben - Maruszki Balázs – Nino bárkája - Vitézy László, Sz. Szabó István – Házasságtörés - Vörös András – Foglyok |
| Legjobb női főszereplő | Legjobb férfi főszereplő |
| - Sodró Eliza – Foglyok - Gera Marina – Nino bárkája - Illés-Nagy Maja – Egy másik életben - Nemes Wanda – Házasságtörés                                       | - Fekete Ernő – Foglyok - Molnár Áron – Egy másik életben - Nagy Péter – Házasságtörés - Znamenák István – Nino bárkája                                        |
| Legjobb operatőr | Legjobb díszlet- vagy látványtervező |
| - Gózon Francisco – Foglyok - Csukás Sándor – Egy másik életben - Pap Ferenc – Házasságtörés - Seregi László – Nino bárkája                                    | - Valcz Gábor – Foglyok - Antal-Fógel Adrienn – Egy másik életben - Klímó Péter – Nino bárkája - Siska Tamás – Házasságtörés                                   |
| Legjobb zeneszerző | Legjobb vágó |
| - Balázs Ádám – Foglyok - Jávorka Ádám – Nino bárkája - Monori András – Egy másik életben                                                                      | - Mezei Áron – Egy másik életben - Barsi Béla – Nino bárkája - Csillag Mano – Foglyok - Csillag Mano – Házasságtörés                                           |
| Legjobb hangmester | Legjobb jelmez |
| - Terffy Máté – Foglyok - Madaras Attila – Egy másik életben - Madaras Attila – Házasságtörés - Madaras Attila – Nino bárkája                                  | - Sinkovics Judit – Foglyok - Balai Zsuzsanna – Házasságtörés - Ignjatovic Kristina – Egy másik életben - Zelenka Nóra – Nino bárkája                          |
| Legjobb maszk | |
| - Kriskó Ancsa, Vincze Gabriella, Bankó Andrea – Foglyok - Fekete Rita – Egy másik életben - Jakóts Katalin – Házasságtörés - Tóth Anikó – Nino bárkája        | |

#### Televíziós sorozatok
| Legjobb televíziós sorozat | Legjobb televíziós sorozat |
| --- | -------------------------- |
| - Alvilág (1. évad 1. epizód) – rendező: Ujj Mészáros Károly, producerek: Herman Péter, Bodzsár István - 200 első randi, Az esküvő – rendező: Erdélyi Dániel, producerek: Prukner Brigitta, Kapitány-Diószegi Judit, Móré Annamária, Kapitány Iván, Hámori Barbara - A mi kis falunk 3. évad 17. rész – Fészekrakók – rendező: Kapitány Iván, producerek: Kapitány-Diószegi Judit, Herman Péter, Boris Mihály, Kapitány Iván - Cseppben az élet - A siker útján (2. rész) – rendező: Gyöngyössy Bence, producer: Kabay Barna - Tabukról tabuk nélkül 2. évad – Bűnösök és vezeklők – rendező: Pálinkás Norbert, producer: Mentes Endre |                            |

#### Kisjátékfilmek
| Legjobb kisjátékfilm | Legjobb kisjátékfilm |
| --- | -------------------- |
| - Casting – rendező: Csoma Sándor, producerek: Mécs Mónika, Mesterházy Ernő, Alföldi Nóra, Mártonffy Zoltán, Dreissiger László, Deák Dániel - A buszsofőr – rendező: Borbás Dávid, producerek: Törköly Róbert, Détári Géza, Fényes András - A mentor – rendező: Szabó Szonja, producerek: Pataki Ági, Kenesei Edina - Balansz – rendező: Csata Hanna, producerek: Mécs Mónika, Mesterházy Ernő, Alföldi Nóra, Bosnyák Miklós - Két csík – rendező: Dudás Balázs, producer: Pataki Ági - Maszatvár – rendező: Szakonyi Noémi Veronika, producerek: Hutlassa Tamás, Ugrin Julianna - Reggelim a vacsorád – rendező: Pantyi Petra, producerek: Pálos György, Pfeiffer Linda - Szerepzavar – rendező: Szirmai Márton, producerek: Tóth Barnabás, Rajna Gábor, Szirmai Árpád, Faragó Attila, Grüll Péter, Molnár Levente - Szokásjog – rendező: Füzes Dániel, producerek: Füzes Dániel, Gor Fanni, Szentiványi Gábor, Grőger Nándor - Újjászületés – rendező: Dombrovszky Linda, producerek: Major István, Mihályfy Borbála |                      |

#### Dokumentumfilmek
| Legjobb dokumentumfilm | Legjobb dokumentumfilm |
| --- | ---------------------- |
| - A létezés eufóriája – rendező: Szabó Réka, producerek: László Sára, Gerő Marcell, Szabó Réka - A báró hazatér – rendező: Breier Ádám, producerek: Horváth-Szabó Ágnes, Halász Júlia, Kálmán Mátyás, Muhi András Pires, Romwalter Judit, Breier Ádám - A fegyházlelkész – rendező-producer: Varga Ágota - Csak családról ne – rendező: Kis Anna, producerek: László Sára, Gerő Marcell - Emmi néni csodálatos élete – rendező: Száraz Eszter, producerek: Ecsedy Márton - Ketten – rendező: Dobray György, producerek: Dobray György, Détári Géza - Lili – rendező: Hegedüs Péter, producerek: Muhi András, Rebecca McElory, Ferenczy Gábor - Mignon – rendező: Oláh Kata, producerek: Oláh Kata, Elbaz Ela, Csukás Borbála - Ott legbelül dal van… – rendező: Mohi Sándor, producerek: Buglya Sándor, Péterffy András - Vonal fölött – rendező: Nagy Anikó Mária, producerek: Ugrin Julianna |                        |

#### Ismeretterjesztő filmek
| Legjobb ismeretterjesztő film | Legjobb ismeretterjesztő film |
| --- | ----------------------------- |
| - Vad erdők, vad bércek – A fantom nyomában – rendező: Mosonyi Szabolcs, producer: Bagladi Erika - Az elíziumi kém – rendező: Jamrik Levente, producerek: Törköly Róbert, Détári Géza, Fényes András - A létezés-szakmában dolgozom – rendező-producer: Keserű Judit - A vádlott vádló – rendező: Szentgyörgyi Bálint, producerek: Czomba Albert, Szentgyörgyi Bálint - Élet, öröm, zene – rendező: Sólyom András, producerek: Sólyom András, Élő Nóra - Kodály mindenkié – rendezők: Kékesi Attila, Papp Gábor Zsigmond, producer: Papp Gábor Zsigmond - Néhány mondat a szabadságról – rendező-producer: Szalay Péter - Nicky, a másik fiú – rendező: Borsody István, producer: Skrabski Fruzsina - Ötödik alosztály – rendezők: Borbás Barnabás és Réti László, producerek: Bellavics István, Országgyűlés Hivatala Közgyűjteményi és Közművelődési Igazgatóság - Piedone nyomában – rendező-producer: Király Levente |                               |

#### Animációs kisfilmek
| Legjobb animációs kisfilm | Legjobb animációs kisfilm |
| --- | ------------------------- |
| - Az utolsó vacsora – rendező: Rofusz Ferenc, producerek: Rofusz Ferenc, Hajdú Zsófia - Bela – rendező: Tóth Roland, producerek: Topolánszky Tamás Yvan, Sümeghy Claudia, Konecsni Krisztián - Belső könyvtár – rendező: Kondor Attila, producer: Ordódy Judit - Boxi, a film – rendező-producer: Klingl Béla - Budapest Spaceport: A tolvajok – rendező: Bálint Szilárd, producer: Ordódy Judit - Kippkopp a hóban – rendező: Fabók Szilvia, producer: Tama Mikori - Lidérc úr – rendező: Tóth Luca, producerek: Osváth Gábor, Lukács Péter Benjámin, Ron Dyens - Szimbiózis – rendező: Andrasev Nadja, producerek: Sipos Orsolya, Fülöp József, Emmanuel-Alain Raynal, Pierre Baussaron - Szökési sebesség – rendező: Rebák Tamás, producer: Kiss Melinda - Tesók – rendező: Nagy Marci, producerek: Deák Dániel, Osváth Gábor |                           |

### Életműdíj
| A Magyar Filmakadémia életműdíja | A Magyar Filmakadémia életműdíja | A Magyar Filmakadémia életműdíja | A Magyar Filmakadémia életműdíja | A Magyar Filmakadémia életműdíja |
| -------------------------------- | -------------------------------- | -------------------------------- | -------------------------------- | -------------------------------- |
| Béres Ilona                      | Cserhalmi György                 | Eperjes Károly                   | Pécsi Ildikó                     | –––                              |

## Többszörösen jelölt és díjazott alkotások, alkotók
| Jelölés | Díj | Cím                            |
| ------- | --- | ------------------------------ |
| 11      | 4   | Akik maradtak                  |
| 10      | 4   | Drakulics elvtárs              |
| 10      | 1   | Valan – Az angyalok völgye     |
| 8       | 2   | Apró mesék                     |
| 8       | 1   | FOMO – Megosztod, és uralkodsz |
| 5       | 0   | Guerilla                       |
| 3       | 0   | Seveled                        |
| 3       | 0   | Szép csendben                  |

| Jelölés | Díj | Cím               |
| ------- | --- | ----------------- |
| 12      | 10  | Foglyok           |
| 12      | 2   | Egy másik életben |
| 12      | 0   | Nino bárkája      |
| 11      | 0   | Házasságtörés     |

| Jelölés | Díj | Név                 |
| ------- | --- | ------------------- |
| 3       | 3   | Tóth Barnabás       |
| 3       | 1   | Tasnádi István      |
| 3       | 0   | Bagota Béla         |
| 3       | 0   | Bodzsár Márk        |
| 3       | 0   | Madaras Attila      |
| 3       | 0   | Vitézy László       |
| 2       | 2   | Deák Kristóf        |
| 2       | 1   | Hortobágyi Ernella  |
| 2       | 1   | Sinkovics Judit     |
| 2       | 1   | Valcz Gábor         |
| 2       | 0   | Antal-Fógel Adrienn |
| 2       | 0   | Csillag Mano        |
| 2       | 0   | Hartung Attila      |
| 2       | 0   | Miklauzic Bence     |
| 2       | 0   | Szász Attila        |

## Díjátadók és előadók
A díjakat az alábbi személyek adtak át, vagy zeneművet adtak elő.
| Nevek                                                             | Szerep |
| ----------------------------------------------------------------- | --- |
| Koltay Anna                                                       | Az 5. Magyar Filmdíj-gála megnyitója és a legjobb tévéfilmes maszk díj átadóinak bejelentője               |
| Gerő Szandra sminkes Ember Márk színművész                        | a legjobb maszk (tévéfilm) díj átadói                                                                      |
| Vecsei Kinga Réta jelmeztervező Sipos István hangmérnök           | A legjobb hang (tévéfilm) díj átadói                                                                       |
| Kuna Kata színművésznő Schmied Zoltán színművész                  | A legjobb férfi főszereplő (tévéfilm) díj átadói                                                           |
| Breckl János jelmeztervező Juristovszky Sosa jelmeztervező        | A legjobb jelmez (tévéfilm) díj átadói                                                                     |
| Kiss Dorka látványtervező Horváth Szabolcs színművész             | A legjobb díszlet (tévéfilm) díj átadói                                                                    |
| Kopek Janka színművésznő Gosztonyi Csaba reklámszakember, színész | A legjobb női főszereplő (tévéfilm) díj átadói                                                             |
| Földes Eszter színművésznő Márta István zeneszerző                | A legjobb zeneszerző (tévéfilm) díj átadói                                                                 |
| Forgács Böbe maszkmester Csatári Viktória maszkmester             | A legjobb maszk (játékfilm) díj átadói                                                                     |
| Mező Dorka hangmester Kósa Endre hangmérnök                       | A legjobb hang (játékfilm) díj átadói                                                                      |
| Balla Eszter színművésznő Kovács Zoltán vágó                      | A legjobb vágás (játékfilm) díj átadói                                                                     |
| Szakács Györgyi jelmeztervező Karácsonyi Zoltán színművész        | A legjobb jelmez (játékfilm) díj átadói                                                                    |
| Zurbó Dorottya dokumentumfilm-rendező Orosz Ákos színművész       | A legjobb díszlet (játékfilm) díj átadói                                                                   |
| Dobos Evelin színművésznő Kende János operatőr                    | A legjobb fényképezés (játékfilm) díj átadói                                                               |
| Trokán Nóra színművésznő Rakonczai Viktor zeneszerző              | A legjobb zene (játékfilm) díj átadói                                                                      |
| Koltay Anna                                                       | Az elmúlt évben elhunyt filmkészítőkről készült In Memoriam 2019–2020 filmösszeállítás felkonferálója      |
| Szünet                                                            | |
| Koltay Anna                                                       | Káel Csaba, a magyar nemzeti mozgóképipar fejlesztéséért felelős kormenybiztos felkonferálója              |
| Káel Csaba kormánybiztos                                          | Köszöntő beszéd                                                                                            |
| Koltay Anna                                                       | A Magyar Filmdíj ismertetése és a legjobb ismeretterjesztő film díjátadóinak bejelentése                   |
| Dér Asia rendező Józan László színművész                          | A legjobb ismeretterjesztő film díj átadói                                                                 |
| Ternovszky Béla rajzfilmrendező Ternovszky Nóra                   | A legjobb animációs film díj átadói                                                                        |
| Kovács István rendező Balázs István Balázs operatőr               | A legjobb kisjátékfilm díj átadói                                                                          |
| Tuza-Ritter Bernadett filmrendező, vágó Józsa László producer     | A legjobb dokumentumfilm díj átadói                                                                        |
| Döbrösi Laura színművésznő Olasz Renátó színművész                | A legjobb televíziós sorozat díj átadói                                                                    |
| Koltay Anna                                                       | Az első részben díjazott televíziós alkotókról készült összefoglaló, valamint filmbetétdal felkonferálása  |
| Lóci Játszik zenekar                                              | A Seveled c. film azonos című főcímdalának előadója                                                        |
| Trokán Anna színművésznő Csuja Imre színművész                    | A legjobb forgatókönyv (tévéfilm) díj átadói                                                               |
| Csepeli Eszter operatőr Jaskó Bálint színművész                   | A legjobb fényképezés (tévéfilm) díj átadói                                                                |
| Lemhényi Réka vágó Király István vágó                             | A legjobb vágás (tévéfilm) díj átadói                                                                      |
| Sztarenki Dóra színművésznő Spáh Dávid filmrendező                | A legjobb rendezés (tévéfilm) díj átadói                                                                   |
| Csákányi Eszter színművésznő Bergendy Péter filmrendező           | A legjobb tévéfilm díj átadói                                                                              |
| Koltay Anna                                                       | Az első részben díjazott játékfilmes alkotókról készült összefoglaló, valamint filmbetétdal felkonferálása |
| HolyChicks együttes                                               | A Most van most c. film Szabadon c. főcímdalának előadója                                                  |
| Balsai Móni színművésznő Scherer Péter színművész                 | A legjobb forgatókönyv (játékfilm) díj átadói                                                              |
| Kútvölgyi Erzsébet színművésznő Reviczky Gábor színművész         | A legjobb férfi főszereplő (játékfilm) díj átadói                                                          |
| Szamosi Zsófia színművésznő Stohl András színművész               | A legjobb női főszereplő (játékfilm) díj átadói                                                            |
| Enyedi Ildikó filmrendező Dobó Kata színművésznő                  | A legjobb rendező (játékfilm) díj átadói                                                                   |
| Eszenyi Enikő színművésznő Reisz Gábor filmrendező                | A legjobb játékfilm díj átadói                                                                             |
| Koltay Anna                                                       | A díjazottak színpadra szólítva a gálaműsor zárása                                                         |